# Slurfspitsmuis
De slurfspitsmuis (Macroscelides proboscideus) is een zoogdier uit de familie van de springspitsmuizen (Macroscelididae). De wetenschappelijke naam van de soort werd voor het eerst geldig gepubliceerd door George Shaw in 1800.

## Naam en indeling
De wetenschappelijke naam van de soort werd voor het eerst voorgesteld door George Shaw in 1800. De slurfspitsmuis is de eerste springspitsmuis die door de westerse wetenschap werd beschreven. Lange tijd was deze soort de enige uit het geslacht Macroscelides. Een voormalige ondersoort van de slurfspitsmuis wordt tegenwoordig echter als een aparte soort beschouwd (Macroscelides flavicaudatus). In 2014 werd Macroscelides micus wetenschappelijk beschreven en aan Macroscelides toegekend waardoor de groep drie soorten telt.

## Verspreiding en habitat
De slurfspitsmuis komt voor in delen van Afrika en leeft in de landen Botswana, Namibië en Zuid-Afrika. De habitat bestaat uit droge gebieden met verspreid gras en struiken. De slurfspitsmuis is zowel overdag als 's nachts actief. Het dier vindt beschutting in een rotsspleet in een hol met de ingang onder een struik. Het hol is ofwel door het dier zelf, ofwel door een knaagdier gegraven. 

## Uiterlijke kenmerken
De slurfspitsmuis is een klein, muisachtig dier met kleine ogen en een korte snuit. Van de lichte, geelbruine vacht in de noordelijkste populaties (ondersoort flavicaudatus) naar de donkere, bruingrijze vacht van de zuidelijkste vertegenwoordigers van de soort is een geleidelijke overgang merkbaar. De onderkant van het lichaam is wit, maar de grijze haarwortels zijn ook zichtbaar. De korte, behaarde oren zijn bijna rond. De totale lichaamslengte inclusief de staart is ongeveer 22 tot 25 centimeter, de staart is ongeveer 11,5 tot 13 cm lang. Het lichaamsgewicht bedraagt 31 tot 55 gram. 

## Levenswijze
De slurfspitsmuis zoekt actief naar voedsel, dat in de wangzakken wordt bewaard en in vegetatie wordt gegeten. Het dier is solitair en heeft een territorium van 0,1 tot 1 km². Bij het paren trekken mannetje en vrouwtje een paar dagen samen op, en vrouwtjes worden soms vergezeld door een of meer jongen. Het dier stampt met zijn voeten om contact te maken en als agressief signaal. 
Het dieet van de slurfspitsmuis omvat insecten, spinnen en andere ongewervelden, groene vegetatie, fruit en af en toe kleine hagedissen en eieren van reptielen. In de winter eet het dier meer plantaardig materiaal, in de zomer meer insecten. 
Na een zwangerschap van zo'n acht weken worden een of twee volledig behaarde, actieve jongen geboren. Geboortes vinden plaats van september tot februari. De jongen worden na drie à vier weken gespeend en worden daarmee onafhankelijk van hun moeder; na vijf of zes weken zijn ze volledig volwassen.